# Harmogaster tuberculata
Harmogaster tuberculata är en skalbaggsart som beskrevs av S. Endrödi 1991. Harmogaster tuberculata ingår i släktet Harmogaster och familjen Aphodiidae. Inga underarter finns listade i Catalogue of Life.